# Prime Time (film)
Prime Time är en svensk thriller med Malin Crépin i huvudrollen som Annika Bengtzon. Det är den fjärde filmatiserade filmen om journalisten Annika Bengtzon - den andra i en seriesvit om totalt sex böcker av författaren Liza Marklund. Filmen släpptes på DVD och Blu-ray den 4 juli 2012.

## Handling
Ett tv-team håller på att spela in en tv-serie på ett ensligt slott. Efter ett valborgsfirande på slottet hittas programledaren Michelle Carlsson skjuten. Annika Bengtzon får i uppdrag att bevaka och skriva om mordet, när hon får reda på att en av hennes bästa vänner befann sig på slottet under mordkvällen och är huvudmisstänkt. Bengtzon försöker nu göra allt för att hennes vän ska rentvås från misstankarna.

## Rollista (urval)
Återkommande:
- Malin Crépin – Annika Bengtzon
- Björn Kjellman – Anders Schyman
- Kajsa Ernst – Berit Hamrin
- Leif Andrée – Spiken
- Erik Johansson – Patrik Nilsson
- Richard Ulfsäter – Thomas Samuelsson
- Felix Engström – Q

I detta avsnitt:
- Moa Gammel – Anne Snapphane
- Josephine Bornebusch – Michelle Carlsson
- Maria Kulle – Karin Bellhorn
- Göran Stangertz – Sebastian Follin
- Gustav Levin – Gunnar Antonsson
- Jakob Hultcrantz Hansson – Stefan Axelsson
- Malin Buska – Hannah Persson
- Anneli Martini – Barbara Hansson
- Anna Åström – Bambi Rosenberg
- Daniel Larsson – John Essex
- Andreas Rothlin Svensson – Bertil Strand
- Marika Lindström – Doris
- Mia Benson – Moster Märta
- Elvira Franzén – Ellen
- Edvin Ryding – Kalle